# 젠더사회학
젠더사회학(이하 성 사회학)은 사회학의 두드러진 하위 분야이다. 사회 구조에 관한 사회학과 직접적으로 연관된 사회적 상호작용 중 하나이다. 가장 중요한 사회 구조 중 하나는 지위이다. 이것은 한 개인이 그들이 사회에 의해 어떻게 대우받을지에 영향을 미치는 위치를 가지고 있다는 것에 기초하여 결정된다. 개인이 주장하는 가장 중요한 지위 중 하나는 성별이다. 공개 담론과 학술 문헌은 일반적으로 개인의 남성성 또는 여성성에 대해 성별이라는 용어를 사용한다.

## 소개
성 역할이라는 용어는 1955년 발간된 신문에서 존 머니가 만든 말로 "남자, 여자라는 지위를 가진 사람이 자신을 드러내기 위해 하는 모든 말이나 행동"이라고 정의했다.
미국의 성 이론가 주디스 버틀러에 의하면 사람의 성별은 외모, 언어, 움직임 그리고 생물학적 성에만 국한되지 않는 다른 요소들의 수많은 특징들을 포함하여 복잡하다. 사회는 모든 사람이 남성 또는 여성으로 분류되는 이중 성 체계를 가지고 있는 경향이 있다. 일부 사회에는 세번째 성역할이 포함되어 있다. 예를 들어 아메리카 원주민과 인도의 히즈라는 성별이 사회적 구성인지, 생물학적 구성인지에 대한 논쟁이 존재한다.

## 페미니스트 이론
1960년대와 1970년대 여성운동은 페미니스트 이론의 형성을 이끈 모멘텀을 시작했다. 이러한 움직임을 일으킨 출판물 중 하나는 베티 프리단의 "The Feminic Mystique"였다. 이 책은 여성 인권운동을 야기 시켰다. 여성의 해방운동으로도 알려진 이 운동 동안 여성들은 평등한 권리와 정치, 직장, 가족, 성 등 삶의 모든 면에서 보다 개인적인 자유를 위해 싸웠다.

진보적인 페미니즘은 개인들이 그들 자신의 재능을 개발하고 그들의 이익을 추구할 자유가 있어야 한다는 믿음이다. 개인들은 사회의 장벽을 제거함으로써 평등을 확대하려고 한다. 사회주의 페미니즘은 자본주의가 소수의 손에 부와 권력을 집주이킴으로써 가부장제를 강화해야 한다고 생각한다. 전통적인 가족 구조는 집단 혁명으로 대체되어야 한다. 급진적인 페미니즘에서 그들은 가부장제가 사회에 너무 깊이 뿌리 박혀 있어서 사회학적 혁명조차도 그것을 끝내지 못할 것이라고 믿는다.
초기 페미니스트 이론은 성별과 성별, 그리고 이러한 성별 범주에 기반을 둔 부정을 대상으로 했다. 그러나 초기의 페미니스트 운동은 백인 중산층 여성만을 위한 평등에 맞춰져 있었다. 다른 소수민족 여성들, 특히 흑인 여성들은 제외되었다. 소수민족 여성들은 백인 중산층 여성들과 다른 경험과 투쟁에 직면해 있지만, 이것은 초기 페미니스트 이론에서 대부분 간과되었다. 하지만 이 이론은 여성의 권한 부여, 자유, 그리고 여성의 자아 감각 향상에 초점을 맞춘 페미니즘의 탄생을 허용했다.
첫 번째 물결에서, 페미니스트는 여성의 참정권, 즉 여성에게 투표권을 부여하는 것에 초점을 맞췄다. 그것은 여성들이 정치에 참여할 수 있도록 정치적 평등을 추구한 운동이었다. 그러나 이 운동에서는 소수 민족 여성은 제외하고 주로 백인 여성에게 투표권을 주창했다. 1차 운동에서 소수 여성을 배제하는 것은 2차 운동에서 소수 집단들의 인정을 촉발시켰다. 그러나 2차 운동의 주된 목표는 성차별과 생식권을 다루었다.  이 운동의 노력은 남녀 구분 없이 모든 사람들에게 동등한 권리를 보장하도록 만들어진 평등권 개정안의 통과를 위해 노력하였다. 이러한 물결이 끝날 때쯤, 사회는 성별, "여자"가 무엇을 의미하는지, 그리고 여성이 무엇인지에 대한 사회의 기대가 사회적으로 구성되었다는 것을 깨닫기 시작했다.
이 운동은 또한 성차별과 가부장제, 즉 남자가 모든 권력을 쥐고 있는 체제와 싸우기도 한다.

## 성별과 사회화
사회화는 한 사회의 규범, 가치, 규칙을 배우는 과정으로, 그 안에서 제 기능을 하는 구성원이 된다. 사회화 이론은 성 정체성의 획득에 대한 간단한 설명을 제공한다. 유아는 빈 종이로 인식되며 환경에 따라 기록되기를 기다리고 있다. 자신들과 가까운 사람들과의 상호작용과 그들 사회의 가치에 대한 노출을 통해, 유아들은 성이 그들에게 어떤 영향을 미치는지 그리고 그들이 어떤 역할을 배우기를 기대하는지를 배운다. 강화는 (성별로 적절한 행동을 보상하고 일탈적으로 보일 수 있는 행동을 처벌함으로써) 아이들을 그들의 성별에 사회화시킨다. 아이들에게 사회화의 가장 중요한 요소는 부모이다. 어린 나이에 아이들은 특정한 성별에 대한 사회적 규칙과 규범을 배운다. 성 역할이라고도 알려진 이러한 규범은 남성과 여성에게서 기대되는 바를 개괄적으로 설명한다. 출생 순간부터 앞으로, 그들의 아이에 대한 부모의 기대는 그들의 성별에 따라 결정된다. 예를 들어, 부모들은 그들의 딸들보다 거친 육체적 놀이에 그들의 아들과 관여할 가능성이 훨씬 더 높고, 장기적인 결과가 뒤따를 수 있다는 주장이 제기되어 왔다. 부모와 가족은 아이가 성별에 대한 관점을 발달시키는 방식에 영향을 미칠 수 있다. 이러한 유형의 영향에는 부모의 태도와 남성과 여성 자녀에 대한 치료의 차이가 포함될 수 있다. 수잔 위트 연구원은 부모가 태어난 때부터 성별과 관련된 특정 장난감, 색상, 이름을 통해 아이를 성별에 노출시키기도 한다고 주장한다. 위트는 성별에 대한 부모의 태도가 남자 아이마다 다를 수 있으며 이러한 태도는 아이가 태어나면 빠르게 발전한다고 말한다. 부모들은 아이들이 가정에서 행동하고 생각하는 방식에 영향을 미치며, 이는 아이들이 그러한 생각과 믿음을 강화하는 환경에 노출되는 현실 세계로 옮겨진다.
아이들이 세 살이 될 때까지, 많은 사람들은 그들 자신을 남성 또는 여성으로 확고히 인식하고 평생 동안 남아 있는 성 정체성을 갖게 될 것이다. 게다가, 많은 미취학 아동들은 특정한 활동이나 옷가지들이 여자아이들을 위한 것이 아니고 남자아이들을 위한 것이 아니라고 주장하며, 성별 고정관념에 대한 확고한 인식을 발달시킨다. 하지만 성별 정체성이 생물학적 성에서 자동적으로 이어지지는 않는다.

유년기 내내 가르치는 규범은 개인의 삶에 영향을 미친다. 왜냐하면 어릴 때 부모들에 의해 전형적으로 가르쳐지는 성별에 대한 생각이 집 밖에서 강화되기 때문이다. 믹 커닝햄 박사의 연구에서 아이들이 관찰하는 규범적인 행동과 태도가 아이들이 성인이 되었을 때 자신의 가정을 구성하기 위해 성장하는 방식에 영향을 줄 수 있다고 말한다. 규범적인 성역할은 가구 밖에서 강화될 수 있으며, 성별에 대한 이러한 패권적 관념에 힘을 더할 수 있다. 재니스 맥케이브가 21세기 아동 도서를 분석한 결과, 아동 매체의 이 특별한 방식은 상징적으로 여성을 전멸시키며, 여성의 절반 정도를 대표한다. 이와 같은 과소 표현은 아이들과 그들의 성별 관점에 영향을 미칠 수 있다. 디즈니, 니켈로디언, 카툰 네트워크와 같은 어린이 TV 방송국들은 베스 헨지스와 킴 케이스가 실시한 연구에서 각각의 쇼에서 남성과 여성의 불균형한 표현을 보여주었다. 헨지와 케이스에 따르면, 세 명의 어린이 방송망에는 모두 여성 캐릭터가 적다. 하지만 만화 네트워크와 니켈로데온에서는 디즈니보다 고정관념적인 성 행동이 더 많이 전파되고 있다.

## 성별과 분업
산업화 이전에는 농사, 공예 등을 중심으로 한 경제활동이 가구에 의해 조직되었다. 남녀노소 할 것 없이 가구원이 가족의 생계에 기여하였다. 여성이 어떤 일을 하고 남성이 어떤 일을 할 수도 있지만, 지역과 계급에 따라, 생계를 꾸리는 남성과 주부로서의 여성의 차별은 산업화 이전의 노동 분열을 특징 짓지 않았다.
산업화는 생산적인 활동을 공장, 상점 및 사무실로 이동시켰다. 가정과의 이러한 분리는 성관계와 성 담론의 심오한 변화를 예고했다. 그 집은 가족 기업의 부지가 아니라 직업 세계로부터의 피난처로 이해되었다. 여성은 봉사와 재화보다는 화합과 미덕을 창조하는 것이 그들의 천성이기 때문에 가정의 수호자로 정의되었다. 산업화 이전 사회는 남성과 여성 사이의 평형을 만들기 위해 노동력에서 성적인 역할에 의존했다. 남자는 사냥꾼 역할이 할당되었고 여자는 가정 역할이 할당되었다. 남성은 가족을 위해 음식과 쉼터를 제공할 것으로 예상되었고 여성은 아이들과 그들의 가정을 돌볼 수 있었다. 수세기가 흐르면서, 이것은 계속되었고 노동에서 성별에 따른 역할을 만들어냈다. 여성들은 남성들에게 의존하여 제공하였고, 이러한 의존성은 21세기에도 여전히 남아 있는 사회에서 남성들의 역할이 더 가치 있게 되었다.
노동 분업은 특정한 기술을 가진 사람들이 사회에 혜택을 주기 위해 특정 직업에 종사하도록 보장한다. 여성들이 어디에서 노동에 적합한지 그리고 여성들이 사회에 어떻게 혜택을 주는지는 남성과 여성의 성별 고정관념의 차이에 의해 영향을 받았다. 고정관념에 따르면, 남자들은 높은 지위에 더 적합하다고 인식되는 반면 여자들은 그렇지 않다. 여성들은 관리직이나 CEO직과 같은 남성 중심 직업을 얻는데 필요한 자질이 부족하다고 여겨진다. 최근 몇 년 동안 직장에 들어가는 여성의 수가 더 많음에도 불구하고, 남성들은 계속해서 노동력을 지배하고 있고 여성들은 여전히 열등한 것으로 여겨진다. 이것은 그들이 그러한 일을 완수할 능력이 없다는 믿음 때문이다.
그러나, 점점 늘어나는 여성의 노동력 유입에 대해 동등한 대우를 보장하기 위해 미국에서는 1964년 시민권법이 통과되었다. 하지만 여성들은 여전히 농담에서 위협까지 이르는 성희롱의 형태를 받고 있다. 성희롱의 가장 흔한 형태는 여성들을 불안하고 불편하게 만드는 것을 목표로 하는 "적대적인 환경"이다.

## 교차점
교차성은 계급, 인종, 성별에 대한 비판적 사회 분석에서 비롯된 신 마르크스주의 개념이다. 교차성 이론은 불평등, 억압, 특권의 형태가 정체성의 상호 연결된 축에 의해 형성되고, 자본주의, 가부장제, 제도화된 이질성과 같은 사회적, 정치적, 경제적 구조와 사회적 상호작용에 의해 상호 강화된다고 주장한다. 교차성 이론은 인종, 계급, 성별, 그리고 다른 정체성의 표시들이 사회적 구성이라고 주장한다. 이 이론은 권력 관계 체계가 규범적이며 개개인이 자신의 성격과 노력에 대해 책임을 지게 할 수 있다는 가정에 반기를 든다.
다른 사회학자들은 계급, 인종, 성별의 교차성에 대해 글을 썼다. Joan Acker는 교차점의 네 가지 성 과정을 개략적으로 설명한다. 첫 번째 절차에는 성별과 인종에 따른 계층 구조가 포함된다. 또 다른 것은 사회적 이미지와 아이디어가 성 제도를 묵인하는 과정이다. 세 번째는 의사소통을 통해 성별을 창출하는 개인과 집단 간의 상호작용의 과정이다. 네 번째는 자신과 다른 사람들의 성적인 페르소나에 대한 내부 표시이다. 에블린 나카노 글렌은 억압받는 여성의 인종적 차이를 무시하는 성 가부장제 모델과 성차이를 무시한 소수민족 중심의 내부 식민주의 모델을 모두 비판한다.

## 남성성
남성성은 성과적 측성을 띄는 성 정체성이다. 대중의 인식과 달리, 그것은 성별이나 성적 지향과는 같지 않다. 남성성의 내용과 실천은 일상적 상호작용을 통해, 특히 보다 미시적인 규모로 구성되고 재현된다. 이론가 웨스트 앤 짐머맨은 성별은 책임을 통해 유지된다고 강조했다. 남자들은 남성성이 귀화될 정도로 남성성을 발휘해야 한다. 따라서, 한 남자의 지위는 그의 실적에 달려있다. 그러나 주목해야 할 것은 남성성은 어떠한 성별에도 의해 수행될 수 있다는 것이다.
사회학자 Michael Kimmel은 2008년 저서 Guyland에서 남성성을 지지하는 세 가지 문화를 설명한다.
- 권리의 문화 : 남성은 자신이 무언가를받을 자격이 있다고 느끼도록 자랐다. 그들은 권력, 성, 여성에 대한 권리를 느낀다.

- 침묵의 문화 : 남성은 음주, 괴롭힘, 강간 또는 문제를 일으킬 수있는 동료의 남성 성 수행에 대해 외부인 (남성 성 문화에 포함되지 않은 사람들)과 이야기해서는 안된다. 말을하면 남자답지 않은 배신자로 보일 것이다.

- 보호 문화 : 커뮤니티는 의심스럽고 불법적 인 행동에 대해 남성에게 책임을 묻지 않는다. 많은 사람들은 아이들이 결코 그렇게 하지 않을 것이라고 생각하면서 눈을 멀게 한다. 다른 사람들은 위험한 행동을 "소년은 소년이 될 것"이라고 쓴다.[1]

패권적 남성성은 종종 미디어와 문화를 통해 복제되고 강화된다. "남성에 대한 언론의 표현은 종종 남성의 신체적 힘, 대담한 태도, 정력, 감정적 거리 사용을 미화한다." 현대 랩 음악은 전시된 남성성의 두드러진 예이다. 랩퍼들은 여성에 대한 성적 정복, 부, 권력 그리고 폭력을 자랑한다.

## 세계화와 성별
세계화는 문화, 사람, 경제 활동의 점점 더 세계적인 관계를 의미한다. 세계화는 대규모의 국제적 규모로 여성의 평등에 부정적인 영향과 긍정적인 영향을 미칠 수도 있고 긍정적인 영향을 미칠 수도 있다. 국제관계의 지속적인 변화와 함께, 서양과 비서양 사회에서 페미니즘의 인식은 자주 수정된다. 현대 서구 사회가 다른 문화와 국가에서 항상 페미니스트 개혁에 대한 정당한 공로가 아니기 때문에, 글로벌 페미니즘의 사회학적 설명에 있어 서구 편향을 경계하는 것이 중요하다.
세계화의 결과 중 하나는 비서구 국가에서 여성 공장 노동자들의 사용이 증가한 것이다. 멕시코에서, 여성 노동자는 유순하고 저렴한 노동자로 여겨지기 때문에 이상적이다. 아름다움, 가정성, 고분고분함과 같은 전형적인 여성적 특성이 상품 생산에 과장되고 이용된다. 이러한 성 특징들은 직업 영역 밖의 여성들의 행동을 액자에 담는다. 페미니즘의 증가에도 불구하고, 경제적, 사회적 이동성의 부족은 많은 나라의 여성들이 사회에서 동등한 지위를 갖는 것을 막는다.
전 세계적으로 성 불평등을 해소하는 해결책 중 하나는 빈곤한 여성들에게 자원과 자금을 제공하는 것인데 이들은 이를 다시 교육과 사업 사업에 사용할 것이다. 세계 경제는 교육 받은 여성들을 노동력에 포함시킴으로써 큰 혜택을 볼 수 있다. 세계 경제가 이러한 변화로부터 이익을 얻을 뿐만 아니라, 여성들은 사회에 참여할 수 있고 그들이 원하는 대로 참여할 수 있을 것이다.

## 세 번째 성별
역사를 통틀어, 그리고 전 세계적으로, 제3의 성에 대한 생각은 존재해왔다. 북미 원주민 문화에서 두 정신은 남성과 여성의 성역할이 달랐다. 좀 더 구체적으로, 나바호 사회에서, 세 번째 성별은 나들이로 알려져 있다. Nadle은 남성과 여성 모두에게 공통적인 일을 하는 성별이지만, 현재 그들이 어떤 일을 하고 있는지에 따라 옷을 입기도 한다. 멕시코 남부의 뮤즈는 수컷도 암컷도 아닌 수컷이다. 사모아에서 파파핀은 암컷으로 식별되는 생물학적 수컷이다. 인도 사회에서 히즈라는 여성을 동일시하는 생물학적 남성이다. 그들은 성적 욕망을 포기하고 희생적 무력화 또는 고환과 음경을 제거함으로써 성행위에 참여한다. 그들은 그들 사회에서 외부인으로 간주되고 그들만의 언어를 형성했다. 미국에서, 제3의 성별에 대한 개념이 설득력을 얻기 시작하고 있다. 캘리포니아는 이제 운전면허증에서 성별을 "non-binary"으로 지정할 수 있도록 허용한다.

## 추가 추천 자료
- 비정형 성 역할
- 사회학 서지
- 여성화 (사회학)
- 인간의 성차
- 젠더의 사회 구성
- 성별 역할
- 성별 분리
- 성 차별
- 성별과 정치
- 젠더 본질주의
- 성별 권한 부여
- 반성 운동

## 같이 보기
- 젠더론 반대운동
- 사회학적 여성화
- 성 역할
- 인간의 성차
- 성별격리
- 성 차별